# Horn Island
Horn Island är en ö i Australien. Den ligger i delstaten Queensland, omkring 2 200 kilometer nordväst om delstatshuvudstaden Brisbane. Arean är 53 kvadratkilometer. Den sträcker sig 8,0 kilometer i nord-sydlig riktning, och 9,9 kilometer i öst-västlig riktning.

Savannklimat råder i trakten. Genomsnittlig årsnederbörd är 1 554 millimeter. Den regnigaste månaden är mars, med i genomsnitt 454 mm nederbörd, och den torraste är augusti, med 2 mm nederbörd.